# گیلز کریک (اورگن)
گیلز کریک (به انگلیسی: Gales Creek) یک منطقهٔ مسکونی در ایالات متحده آمریکا است که در شهرستان واشینگتن، اورگن واقع شده‌است.